# جون بيتن
جون بيتن (بالإنجليزية: John Peyton)‏ هو سياسي أمريكي، ولد في 28 يوليو 1964 في جاكسونفيل في الولايات المتحدة. حزبياً، نشط في الحزب الجمهوري. وقد انتخب عمدة جاكسونفيل.